# West Side Highway
West Side Highway és una concentració de població designada pel cens dels Estats Units a l'estat de Washington. Segons el cens del 2000 tenia 4.565 habitants.

## Demografia
Segons el cens del 2000, West Side Highway tenia 4.565 habitants, 1.635 habitatges, i 1.291 famílies. La densitat de població era de 705 habitants/km².
Dels 1.635 habitatges en un 38,7% hi vivien nens de menys de 18 anys, en un 65,4% hi vivien parelles casades, en un 8,8% dones solteres, i en un 21% no eren unitats familiars. En el 16,8% dels habitatges hi vivien persones soles el 6,8% de les quals corresponia a persones de 65 anys o més que vivien soles. El nombre mitjà de persones vivint en cada habitatge era de 2,74 i el nombre mitjà de persones que vivien en cada família era de 3,04.
Per edats la població es repartia de la següent manera: un 28,6% tenia menys de 18 anys, un 7,2% entre 18 i 24, un 28,3% entre 25 i 44, un 21,6% de 45 a 60 i un 14,3% 65 anys o més.
L'edat mediana era de 35 anys. Per cada 100 dones de 18 o més anys hi havia 92,2 homes.
La renda mediana per habitatge era de 46.604 $ i la renda mediana per família de 55.598 $. Els homes tenien una renda mediana de 44.758 $ mentre que les dones 24.545 $. La renda per capita de la població era de 18.790 $. Aproximadament l'11,5% de les famílies i el 12,2% de la població estaven per davall del llindar de pobresa.

## Poblacions més properes
El següent diagrama mostra les poblacions més properes.